# Hemoragická enteritida krůt
Hemoragická enteritida krůt (angl. hemorrhagic enteritis of turkeys, HET) je vysoce nakažlivé virové onemocnění střevního traktu 4týdenních a starších krůt, charakterizované depresí, krvavým průjmem anebo náhlými úhyny. Původce HET je totožný s etiologickým agens doposud samostatně uváděného onemocnění intenzivně chovaných bažantů, známého pod jménem "mramorovaná slezina bažantů" (angl. marble spleen disease, MSD) i doposud veterinárně ani hospodářsky nevyhodnoceného syndromu – "adenovirová splenomegalie kuřat" (angl. avian adenoviruses splenomegaly of chickens, AAS). U bažantů probíhá MSD jako akutní onemocnění charakterizované náhlými a vysokými úhyny, zvětšenou skvrnitou („mramorovanou“) slezinou a edémem plic.
Hemoragická enteritida krůt byla poprvé pozorována v USA. Je rozšířena v mnoha státech světa a způsobuje značné ztráty v chovech krůt, podobně je tomu v komerčních chovech bažantů. V chovech dospělých slepic byla sérologickými studiemi prokázána vysoká promořenost virem AAS.

## Příčiny nemoci (etiologie)
Původcem hemoragické enteritidy jsou ptačí adenoviry II. podskupiny, které jsou imunologicky odlišné od konvenčních ptačích adenovirů.. V terénu se vyskytují kmeny různé virulence. Virus se vyznačuje vysokou odolností ve vnějším prostředí, k jeho dlouhodobému přežívání napomáhá zejména vlhká podestýlka. Virus se pomnožuje pouze v krůtích lymfoblastoidních buněčných liniích odvozených z tumorů Markovy nemoci (MDTC-RP16 a RP19) nebo v kulturách připravených z periferních lymfocytů krůt; pokusy o jejich replikaci v jiných homologních systémech in vitro byly zatím neúspěšné.

## Vznik a průběh nemoci (epizootologie)

### Hostitel
Přirozeným hostitelem viru jsou krůty, bažanti a kur domácí. Cílovým orgánem jsou lymfatické tkáně – virus se replikuje v jádrech retikuloendoteliálních buněk (slezina) a pro vznik nemoci je nezbytná intaktní Fabriciova burza. Z organismu se vylučuje trusem. Infekce je vzájemně přenosná mezi krůtami, bažanty a kuřaty.

### Přenos
Nákaza se šíří horizontálně přímým kontaktem s infikovanými jedinci nebo nepřímo trusem kontaminovaným prostředím (podestýlka, personál, kontaminované předměty a pomůcky aj.). K infekci dochází orální cestou nebo přes kloaku. Na rozdíl od AAV I nebyl zatím prokázán vertikální přenos. Ve vnějším prostředí virus přežívá několik týdnů. Rekonvalescenti se vyznačují celoživotní imunitou a rezistencí k onemocnění. Infekce virem HET způsobuje krátkodobou imunosupresi.

## Projevy nemoci (symptomatologie)
Pravděpodobně většina komerčních chovů krůt je infikována virem HET. Vzhledem ke vzniku přechodné imunosuprese může u rekonvalescentů docházet k dalším infekcím sekundárními mikrobiálními infekcemi (zejména E. coli, Bordetella avium, Mycoplasma spp., Newcastleská nemoc). 

### Klinika
Hemoragická enteritida (HET) je charakterizována náhlým vznikem (rychlé promoření hejna) a téměř 100 % nemocností (v závislosti na virulenci původce). K výskytům dochází nejčastěji u krůťat ve věku 5-12 týdnů; krůťata do 4. týdne věku jsou rezistentní. Postižená krůťata jsou netečná, nepřijímají krmivo, trpí průjmem s příměsí krve, peří kolem kloaky mají znečištěné a jsou anemická a velmi zesláblá ztrátou krve. Mírným tlakem na stěnu břišní lze vytlačit z kloaky krev. Uhynout mohou během několika hodin i bez příznaků (vykrvácení do lumina střevního), méně postižená krůťata se mohou uzdravit. Mortalita se pohybuje od 1 do 60 % a onemocnění může přetrvávat v hejnu 2 i více týdnů.
Mramorovaná slezina (MSD) se vyskytuje u bažantů ve věku 3-8 měsíců a to nejčastěji v létě a na podzim. Pozorují se respirační příznaky a náhlé úhyny udušením. Morbidita může dosahovat až 100 %, mortalita se pohybuje mezi 2-30 %.
Klinická manifestace při adenovirové splenomegalii kuřat (AAS) zpravidla chybí a úhyny jsou ojedinělé. Většinou se pozoruje snížení tělesné hmotnosti a větší počet zakrslíků v postiženém hejnu. Infekce se vyskytují i u dospělé drůbeže a u brojlerů v poslední fázi výkrmu.

### Patologie
Společným a typickým pitevním nálezem u všech syndromů je křehká, žluto- až šedohnědě zbarvená (mramorovaná) a silně zvětšená slezina (splenomegalie) a překrvené a edématózní plíce. Střeva jsou dilatovaná, tmavá a naplněná krví, sliznice překrvená a s krváceninami, někdy s fibrinózními nálepy. Vyskytují se také krváceniny v podkoží, svalovině, na srdci a v obou žaludcích.

## Diagnostika
Diagnóza se stanovuje na podkladě klinických, pitevních a histopatologických nálezů, potvrzených virologickým nebo sérologickým vyšetřením. Průkaz viru HET se zatím provádí biologickým pokusem na 6-10týdenních krůťatech aplikací střevního obsahu nebo homogenátu sleziny. Po orální nebo kloakální aplikaci hynou krůťata za 5-6 dnů PI a u přežívajících se zjišťuje splenomegalie. Virus lze prokázat elektronopticky. Sérologické vyšetření se provádí imunodifuzí a ELISA testem. Precipitiny vznikají za 2 týdny po infekci, jako antigen slouží homogenát sleziny od pozitivních krůťat.
Diferenciální diagnostika. Odlišit je nutné hemoragické enteritidy různého původu (bakteriální infekce, mykotoxikózy, intoxikace), retikuloendoteliózu a u bažantů také Newcastleskou nemoc a syngamózu.

## Terapie a prevence
Léčebně se u krůt používá s velmi dobrým výsledkem rekonvalescentní sérum aplikované co nejdříve po výskytu prvních symptomů v dávce 0,5 ml/ks. Zkušenosti s jeho použitím u bažantů a kuřat zatím chybějí. Antimikrobiální látky jsou vhodné při sekundární bakteriální infekci. Po terénní infekci i vakcinaci vzniká celoživotní imunita. Specifická imunoprofylaxe se provádí u krůt a bažantů avirulentními nebo slabě virulentními živými vakcínami podávanými v pitné vodě nebo vakcinací rodičovských chovů, což zajišťuje přenos pasivní imunity na potomstvo. Z preventivních opatření se doporučují hygiena a sanitace prostředí, ochrana chovů před nakažením a oddělený chov krůt a bažantů.